# Wind River Systems
Wind River ist ein zum Automobilzulieferer Aptiv gehörender Anbieter von Software und Dienstleistungen. Wind River bietet marktspezifische Software und Betriebssysteme für den speziellen Einsatz in eingebetteten Systemen an, wie zum Beispiel das Echtzeitbetriebssystem VxWorks, die Linux-Distribution Wind River Linux, sowie diverse Programmierwerkzeuge für Erstellung und Test eingebetteter Software. Die Produkte und Dienstleistungen der Firma richten sich an unterschiedliche Märkte wie Luft- und Raumfahrttechnik, Verteidigung, Automotive, Unterhaltungselektronik, Industrie- und Medizintechnik, sowie Netzwerk- und Telekommunikations-Infrastruktur.
Die Unternehmenszentrale des 1981 gegründeten Unternehmens befindet sich in Alameda/Kalifornien. Die deutsche Wind River GmbH wurde 1991 eingerichtet und hat ihren Sitz in Ismaning bei München.
Das bis dahin eigenständige, an der US-Aktienbörse NASDAQ notierte Unternehmen wurde im Juli 2009 für den Kaufpreis von 884 Millionen US-Dollar von Intel übernommen und als hundertprozentiges Tochterunternehmen weitergeführt.
Im Jahr 2018 wurde es zu nicht veröffentlichten Konditionen an die US-amerikanischen Investmentgesellschaft TPG Capital verkauft. Im Januar 2022 verkaufte TPG Capital Wind River an Aptiv für 4,3 Milliarden US-Dollar.

## Firmenübernahmen
- 1999: Integrated Systems Inc.
- 2000: Dragonfly Software Consulting[5]
- 2000: Embedded Support Tools Corp. (ESTC)
- 2000: ICEsoft[6] (Bergen, Norwegen)
- 2000: AudeSi Technologies Inc. (Calgary, Alberta, Kanada)[7]
- 2001: Berkeley Software Design Inc. (BSDI)
- 2005: ScopeTools business unit from Real-Time Innovations[8]
- 2006: Interpeak AB[9] (Stockholm, Schweden)
- 2007: Assets of FSMLabs (Socorro, New Mexico, USA)
- 2008: MIZI[10] (Seoul, Südkorea)
- 2009: Tilcon Software Limited[11] (Ottawa, Ontario, Kanada)